# Sebastian (film, 2024)
Sebastian är en brittisk-finsk dramafilm som hade premiär på Sundance-festivalen den 21 januari 2024. Filmen är skriven och regisserad av Mikko Mäkelä.

## Handling
Filmen kretsar kring, Max, en 25-årig journalist med författarambitioner, som börjar med sexarbete i London som research och inspiration för sin första roman. Han får snart svårt att kontrollera sin falska identitet och sitt dubbelliv.

## Rollista (i urval)
- Ruaridh Mollica - Max
- Hiftu Quasem - Amna
- Ingvar Eggert Sigurðsson - Daniel
- Jonathan Hyde - Nicholas
- Lara Rossi - Claudia
- Leanne Best - Dionne